# Ayn al-Tamr
Ayn al-Tamr (àrab: عين التمر, ʿAyn at-Tamr, ‘Font dels dàtils') és una població d'Iraq propera al desert, entre Anbar i Kufa, uns 130 km a l'oest de Karbala. Està situada al mig d'un palmerar.
Era una ciutat dels làkhmides d'Hira. El rei persa Sapor es va casar aquí amb Nadira, filla del rei d'Hatra. Fou atacada el 633 pel general Khàlid ibn al-Walid i llavors era una fortalesa ben defensada amb una ciutadella fortificada. Khàlid la va conquerir i va massacrar a la guarnició; els no combatents foren agafats com esclaus i enviats a Medina on van ser els primers esclaus que van arribar i alguns dels seus descendents van arribar a ser figures destacades com a militars administradors i intel·lectuals (el més destacats: Nussayr, un cristià, que fou el pare de Mussa ibn Nussayr, el conqueridor del Magrib i Hispània; i Serine, pare del teòleg Ibn Serine). La ciutat tenia una església cristiana i una comunitat jueva amb sinagoga però la major part de la seva població eren àrabs.
Va conservar certa importància com a enllaç entre el centre fèrtil iraquià i el desert sirià. Per aquesta ruta arribaven alguns atacs a Kufa i el governador d'aquesta vila hi va establir una guarnició. Els kharigites la van utilitzar com a base per la seva posició aïllada.
Al segle ix fou poblada pels Banu Àsssad; al segle x era altre cop una vila fortificada. El 1258 fou capturada pels mongols que van conquerir també Bagdad i saquejada. Al segle xvi fou refugi de beduïns. Fou visitada el 1919 per Gertrude Bell que la descrivia com una vila rodejada de muralles i una ciutadella, amb aigües sulfuroses, cultiu de cereals i 170.000 palmeres. El 1924 fou designada com a capital d'un districte (nahika). La vila estava dividida en quatre zones o barris: Abu Hardan. Kasr Thamir, Kasr al-Ayn i Kasr Abu Hwayd.